# Филохеленизам
Филохеленизам или гркофилија (љубав ка грчкој култури), био је интелектуални покрет који је био активан углавном на крају 19. века. То је допринело јављању сентимената која су навела Европљане као што су Лорд Бајрон и Чарлс Николас Фабвије, Перси Биш Шели, Томас Мур, Ли Хант, Кам Хобхаус, Волтер Севиџ Ландор и Џереми Бентам да се залажу за независност Грчке од Османског царства.

## Историјат
Према Ксенофонту, часни Грк треба да буде и филохелен.
Писмени виши слојеви античког Рима били су значајно хеленизовани током 3. века пре нове ере.
Било је, међутим, неких Римљана током периода позне републике, који су били изразито антигрци, негодујући због све већег утицаја грчке културе на римски живот, на пример римски цензор, Катон Старији, као и Катон Млађи, који је живео за време „грчке инвазије“ на Рим, али је у каснијим годинама свог живота на крају постао филохелен после свог боравка на Родосу.
Римски цареви познати по свом фихеленизму су Нерон, Хадријан, Марко Аурелије и Јулијан Отпадник.
Америчко високо образовање је фундаментално трансформисано растућим дивљењем и идентификацијом са древном Грчком 1830-их и касније.
Појединци попут лорда Бајрона, чак су узели оружје да се придруже грчким револуционарима. Многи су финансирали револуцију или допринели револуционарним циљевима својим уметничким радом.
Током 19. века, филохеленисти су наставили да политички и војно подржавају Грчку. На пример, Ричоти Гарибалди је предводио добровољачку експедицију у Грчко-турском рату 1897. године. Група италијанских војника, на челу са грчким песником Лоренцосом Мавилисом, борила се и на грчкој страни током Балканских ратова.
Каснији европски филеленизам из 19. века углавном су били класицисти.

## Истакнути филохеленисти
- Фридрих Ниче, немачки филозоф[9]
- Алберт Ајнштајн, немачки теоретски физичар .[10][11]
- Стивен Фрај, енглески глумац и писац[12]
- Ђузепе Гарибалди, италијански војник и револуционар[8]
- Ричоти Гарибалди, италијански војник[8]
- Дејвид Лојд Џорџ, премијер Уједињеног Краљевства[13]
- Џеф Кенет, 43. премијер Викторије
- Дилис Пауел, филмска критичарка, ауторка неколико књига о Грчкој
- Кристофер Хиченс, британско-амерички писац, новинар, говорник и колумниста.[14]
- Виктор Хуго
- Александар Пушкин